# Bernwood Forest
Bernwood Forest var en av flera skogar i det antika Kungariket England och var i bruk som kunglig skog för jakt. Den tros ha blivit detta när anglosaxiska kungar residerade i ett palats i Brill i grevskapet Buckinghamshire och besökte en kyrka i Oakley under 900-talet. Edvard Bekännaren, som föddes i det närbelägna Islip, hade Bernwood Forest som sin favoritplats.